# Фуга смерти

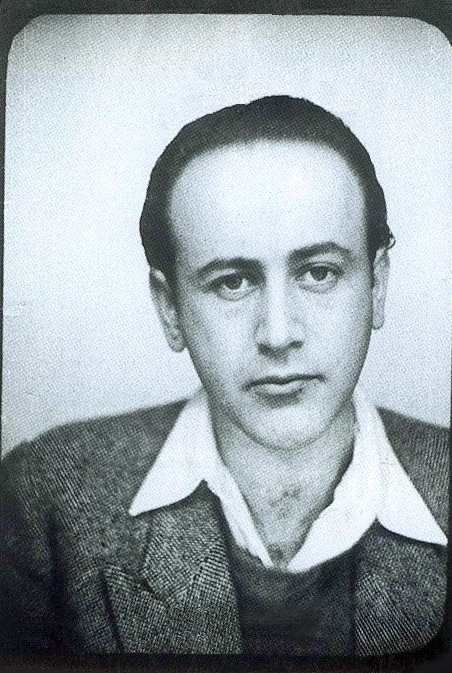
Пауль Целан в восемнадцатилетнем возрасте, фото на паспорт, 1938

«Фу́га сме́рти» — стихотворение немецкоязычного поэта Пауля Целана, поэтически рассказывающее об истреблении евреев нацистами. Оно было написано между 1944 и началом 1945 года и впервые появилось в качестве перевода в Румынии в мае 1947 года. Немецкий вариант был опубликован в первом сборнике стихотворений Целана 1948 года «Песок из урн», но получил широкую известность только после включения в сборник 1952 года «Мак и память». Характеристика стихотворения как музыкальной фуги приоткрывает его полифонию, повторяющиеся мотивы и различные конструкции, а также и использование парадоксальных шифров, подразумевающих исторические события без прямого именования, как, например, «черное молоко рассвета».
«Фуга смерти» является самым известным стихотворением Целана, выпущенным в многочисленных антологиях, в учебниках и имеет множество художественных адаптаций. Но стихотворение в своё время также привело к пылким дискуссиям вокруг его живописных формул: якобы были обнаружены их фактические предшественники. На фоне заявления Теодора Адорно о том, что «писать стихи после Освенцима — варварство» среди критиков Целана были те, кто обвинил его в несоответствии «красоты» лирического выражения теме истребления евреев. Ныне «Фуга смерти» считается одним из важнейших стихотворений, напоминающих о жертвах Холокоста.

## Форма
«Фуга смерти» Пауля Целана начинается со строк:
Чёрное молоко рассвета мы пьём его вечерами

мы пьём его в полдень и утром мы пьём его ночью

пьём и пьём

мы роем могилу в воздушном пространстве там тесно не будет
Schwarze Milch der Frühe wir trinken sie abends

wir trinken sie mittags und morgens wir trinken sie nachts

wir trinken und trinken

wir schaufeln ein Grab in den Lüften da liegt man nicht eng
Затем перспектива меняется с лирического «мы» заключённых, копающих себе могилу, чтобы посмотреть на «него», их надсмотрщика, который пишет письма к любовнице:
В том доме живёт господин он играет со змеями пишет

он пишет когда стемнеет в Германию о золотые косы твои Маргарита
Ein Mann wohnt im Haus der spielt mit den Schlangen der schreibt

der schreibt wenn es dunkelt nach Deutschland dein goldenes

Haar Margarete
Структура стихотворения напоминает принцип музыкальной композиции фуги, в которой различные голоса в имитации одной или нескольких тем следуют друг за другом. Как пропоста и риспоста голоса в музыкальной фуге, два голоса в стихотворении также противопоставляются друг другу: «мы» — пение из жертв, «он» — действия обвиняемой фигуры. Они сыграны в модификациях, вариациях и новообразованиях и так сталкиваются вместе и переплетаются, что «драматическая структура» разрешается «между смертоносным „немецким учителем“ и евреями, живущими в ожидании смерти и принужденными работать или музицировать». Противостояние усиливается постепенно, до уничтожения.
«Фуга смерти» может толковаться по-разному: как двухголосая фуга с «мы-» и «он-» темами, либо как трёхголосая фуга с третьей темой «Смерть — это немецкий учитель». Ещё одна возможность толкования — это возвращение к единственной теме, которая формулируется в «мы-фрагментах», в то время как «он-фрагменты» образуют характерный для фуги контрапункт. При этом тема обращается к «мы-частям» лишь незначительно; в контрапункте же, напротив, мотивы переходят и передают статическому принципу композиции фуги прогрессивную направленность и развитие. Она впадает во вторящие принципу контрапункта, напоминающие противопоставление заключительные строки:
золотые косы твои Маргарита

пепельные твои Суламифь
dein goldenes Haar Margarete

dein aschenes Haar Sulamith
Дальнейший музыкальный принцип, который используется в стихотворении, — это то, что называется модуляцией. «Могила в воздушном пространстве» видоизменяется в «могилу в земле», после чего становится «дымом в небе», «могилой в облаках» и вновь «могилой в воздушном пространстве». Согласно Рут Клюгер, фугоподобная модель композиции приводит к тому, что слушатели и читатели разрываются между «миром, о котором в фуге речь и тем, который соединяется как фуга и приносит музыкальное утешение». Однако Целан сознательно отрицал, что он произведение «творил по музыкальным принципам». Название «Фуга смерти» он дал стихотворению лишь впоследствии.
Тематически стихотворение подразделено на строфы. При этом в целом 36 стихов делятся на 4 части: 9 стихов в первой строфе, 6 стихов в 2 следующих строфах, 5 стихов в четвёртой и пятой строфе, а также 8 стихов шестой строфы и противопоставляющее финальное двустишие. Каждая часть начинается с лейтмотива «Черное молоко рассвета», который скрепляет стихотворение как формальная скобка. Метафора появляется в целом четыре раза и варьируется последовательностью временных наречий «вечером», «в полдень», «утром» и «ночью», а также изменением от третьего лица («его») ко второму («тебя»). В четвёртой части аллегорическое изображение «смерть это немецкий учитель» прерывает последовательность, так что короткая строка «мы пьем и пьем» нарушается и по-новому комбинируется в длинной строке.
Предложения стихотворения следуют унифицированной модели предложения и установлены паратактически. Пунктуация отсутствует. Стихотворение состоит из 36 строк, подавляющее большинство которых гораздо большей длины по сравнению с остальными. Преобладают дактиль и амфибрахий. В то время как при дактиле за ударным слогом идут 2 безударных, при амфибрахии ударный расположен между 2 безударными, например, в строке: «Мы пьем и пьем». Напротив, пассажи центральной метафоры: «Черное молоко рассвета» представляют хорей. Многочисленные анжамбеманы и анафорические повторения подчеркивают плавное движение. Вместо классической метрики речевой ритм и открытое выражение ориентируются на «контрапунктическую конструкцию» и «метафорические линии» стихотворения. Согласно Гельмуту Кизелю и Кордуле Штепп, «Фуга смерти» сложена в традиции свободно-ритмичных и нерифмованных, необходимо динамичных классических гимнов, «преимущественно служивших отражению встречи с нуминозным, возвышенным, опасным и роковым». Жан Фиргес, напротив, относит его к жалобным и обвиняющим хоровым пениям античной драмы.

## Интерпретация

### «Черное молоко рассвета»

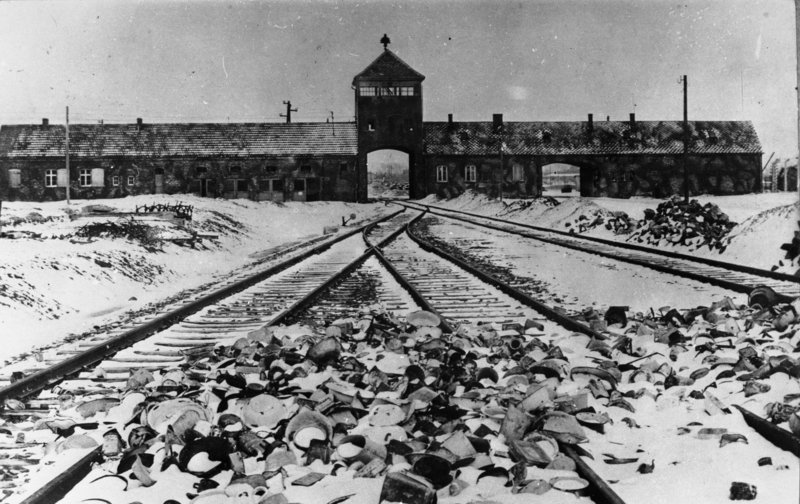
Концентрационный лагерь Освенцим, вид с железнодорожной рампы на башню главной сторожевой вышки; снимок 1945 года, вскоре после освобождения Освенцима Красной армией

Центральная, лейтмотивная метафора стихотворения — «черное молоко рассвета» — это оксюморон. Хотя существительное «молоко» — это обычно положительно окрашенный образ, это ожидание тут же отменяется прилагательным «черный» и обращается в противоположность. Молоко здесь — не одаривающее жизнью, а приводящее к гибели «молоко смерти». Также «рассвет» стоит не как время дня, а для обозначения неопределённой зоны между жизнью и смертью. Картина «Черное молоко рассвета» символизирует Холокост, чтобы не говорить напрямую о газовых камерах или крематориях. Это преобразовывает невыразимую словами реальность массового уничтожения людей в алогичную картину, и таким образом она приходит к речи.
В своих черновиках к речи на церемонии награждения премией Георга Бюхнера (позже под заголовком «Меридиан») Целан подчеркивал это отношение к действительности: «Черное молоко рассвета» — это не «метафора родительного падежа, как было показано нам нашими так называемыми критиками», «это больше не фигура речи и оксюморон — это действительность». Он находил реальность своей метафоры подтверждённой в газетной статье о процессах Освенцима, которую он снабжал пометками на полях: «„мое молоко было чёрное“, отвечал Йозеф Клер, чем он, очевидно, хотел сказать, что он доставал себе молоко нелегально […].». Похожее превращение ужасной действительности крематориев в поэтическое выражение — это «могила в воздушном пространстве». Эта метафора стоит в отражающем, зеркальном контрасте к «могиле в земле», которую обречённые должны выкопать сами себе. В письме Вальтеру Йенсу Целан писал: «Эта „могила в воздушном пространстве“ […] в этом стихотворении, видит Бог, ни заимствование, ни метафора».
Между тем трёхчленная метафора «черное молоко рассвета» является показательным примером для стилевой фигуры смелой или абсолютной метафоры, при которой tertium comparationis едва ли нужно узнавать. Для её понимания можно поэтому сослаться на возможные истоки и аналогии иллюстрированной фигуры. Таким образом следы ведут к стихотворениям других поэтов из буковинского дружеского круга Целана, с которыми метафора созвучна или появляется дословно в другом контексте. Филологи говорят в этой связи о «сплетении метафор» или о «блуждающей метафоре». Сравнимые иллюстративные формулы использовали также Георг Тракль («черный мороз», «черный снег»), Франц Верфель («черное материнское молоко конца») или Артюр Рембо («молоко утром и вечером» («lait du matin et de la nuit»)). Однако уже заголовок стихотворения «Черные хлопья», написанный Целаном в 1943 году на смерть отца и в память о матери, — предшествующая форма метафоры. Живописное превращение белого цвета в чёрный можно увидеть в плаче Иеремии из Ветхого Завета: «Князья её были в ней чище снега, белее молока; они были телом краше коралла, вид их был, как сапфир; а теперь темнее всего чёрного лице их; не узнают их на улицах».

### «золотые косы твои Маргарита / пепельные твои Суламифь»

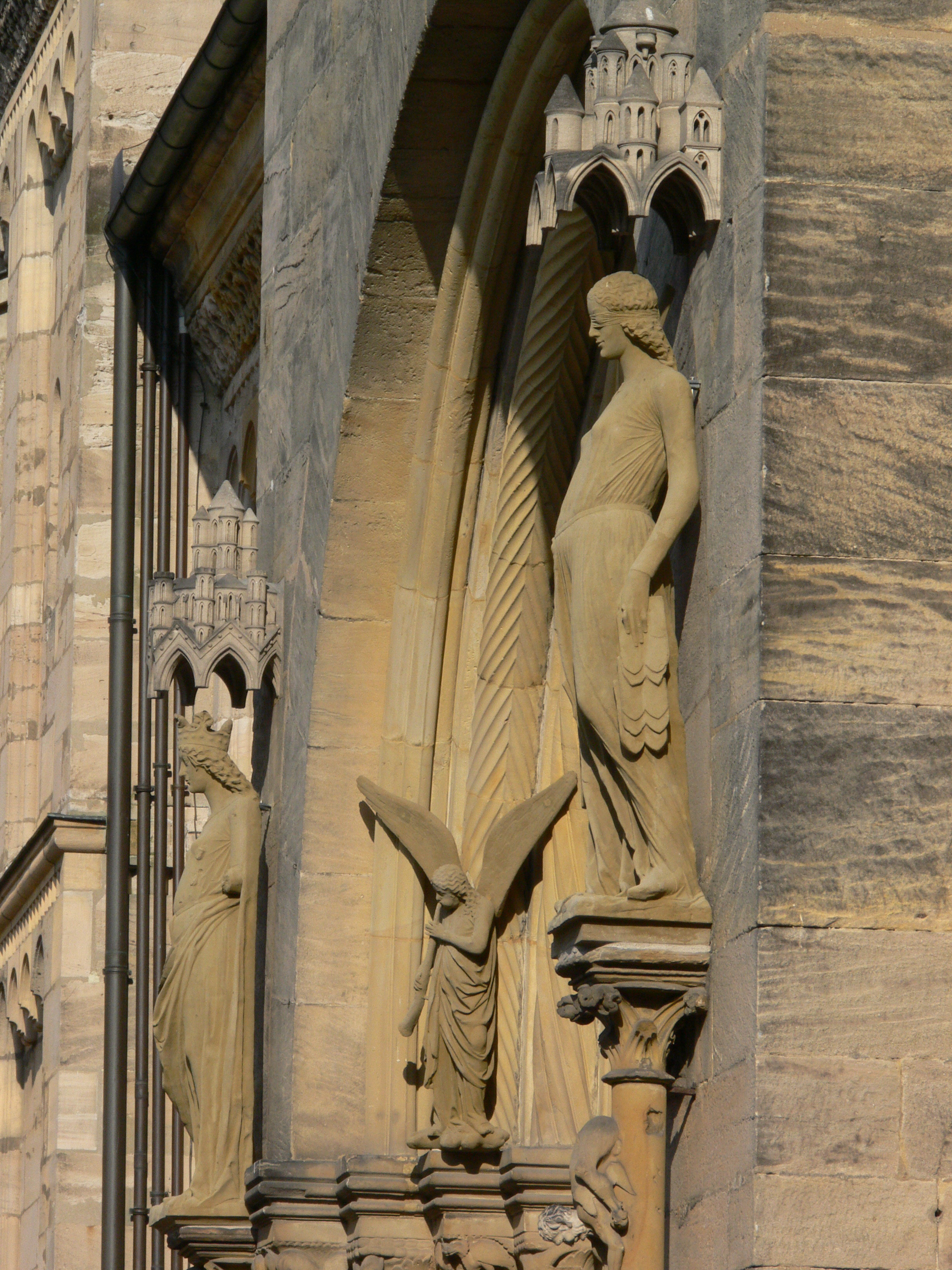
Екклесия, трубящий ангел и Синагога (на переднем плане)

В обеих заключительных строках похожего на фугу стихотворения отчетливо выражается полифоническая и контрапунктическая форма. С одной стороны, метрически одинаково сформированные «мотивы-близнецы» соединены параллельно, с другой стороны, они стоят по содержанию друг против друга. Кизель и Штепп поэтому характеризуют эту тесную интеграцию как «мнимая полифония», Джон Фелстинер резюмирует: «но гармония — это диссонанс». В то время как в большинстве стихотворений к концу образность исчерпывается, «Фуга смерти» кончается изображением библейской Суламифи из «Песни песней» Ветхого Завета крупным планом. Но она — не возлюбленная-невеста, великолепие волос которой равняется пурпурной королевской одежде — «пепельные косы» Суламифи — это картина еврейских жертв Холокоста под нацистским господством. Картине страдания параллельно предшествует изображение крупным планом немецкого женского образа, окружённого аурой немецкой самобытности из немецкой классической и романтичной поэзии: Маргарита, Гретхен, возлюбленная гётевского Фауста: «золотые косы твои Маргарита», с отзвуком Лорелей Генриха Гейне: «Играет златом косы».

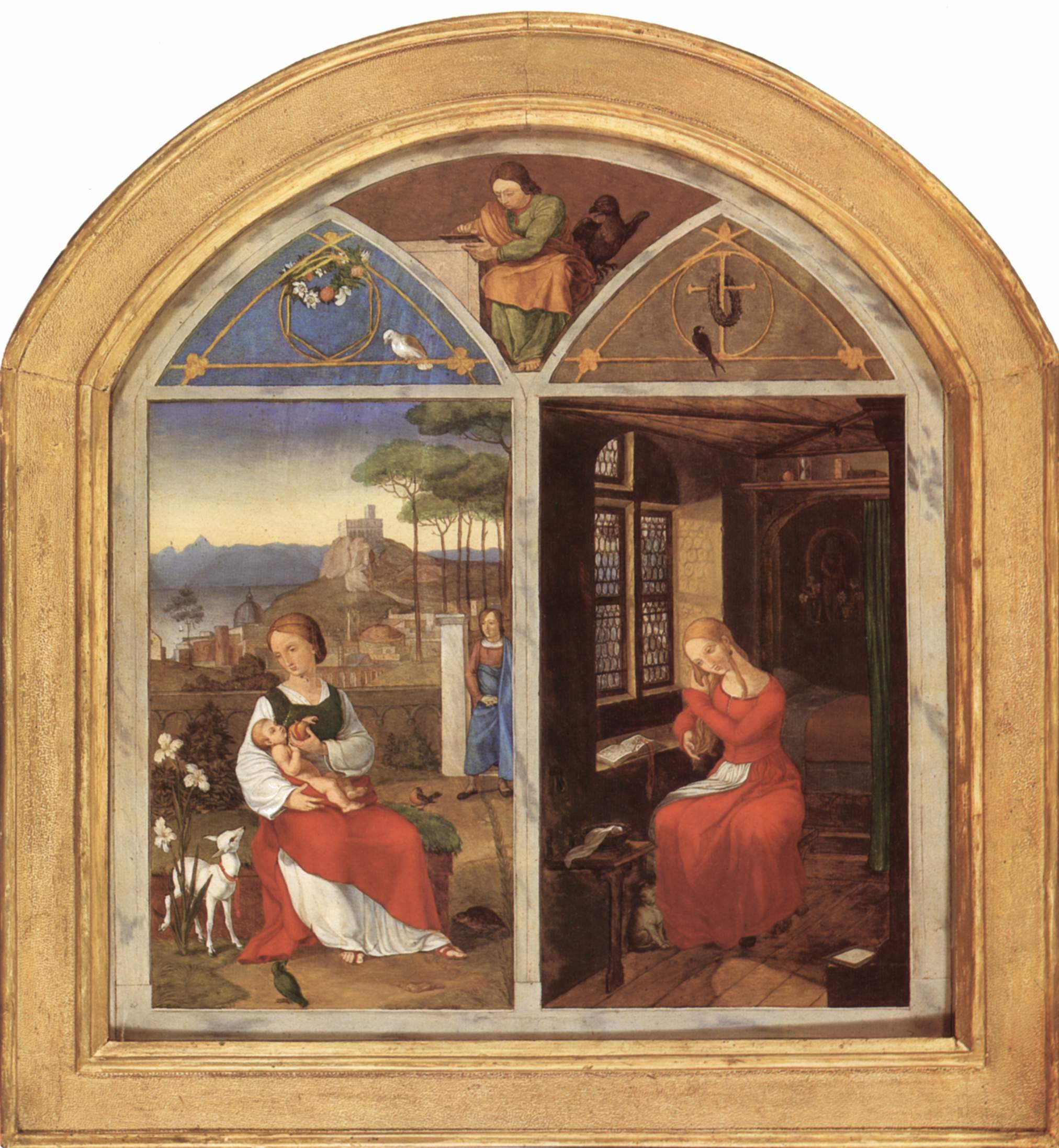
Франц Пфорр. «Мария и Суламифь», 1811. Коллекция Георга Шефера, Швайнфурт

Аллегорическая пара женщин — Маргарита и Суламифь — отсылает к давней христианской художественной традиции изображения побитой, слепой Синагоги и торжествующей Екклесии, которая также воплощается через Марию, мать Иисуса: «вместе и врозь», «в каменных аллегориях старинных церковных порталов: картины боли и воспоминаний иудейско-христианской, еврейско-немецкой истории». Такое противопоставление аллегорических сестер по судьбе Суламифи и Марии прослеживается ещё в искусстве романтизма, например, в картинах назарейцев Франца Пфорра и Фридриха Овербека. Целан заимствовал контраст «идеальных невест» Ветхого и Нового Заветов, тем не менее, как заметил Тео Бук, он предпринял «парадигматическую замену» Марии из Нового Завета и соответственно фигуры Екклесии на Маргариту, немецкий «идеал золотоволосой девочки».
Противопоставление двух женщин в стихотворении Целана, как правило, интерпретируется как обвинение. Женские образы выступают как контраст, не имея ничего общего. По словам Джона Фелстинера, «Немецкий и еврейский идеалы не смогут существовать рядом». Бук усматривает в заключительных строках стихотворения разногласия культур, диссонанс вместо гармонии. Вопреки усилиям национал-социализма по возвеличиванию арийской идентичности последнее слово остается за Суламифью. После заключительного взгляда на её ставшие пепельными волосы воцаряется молчание.

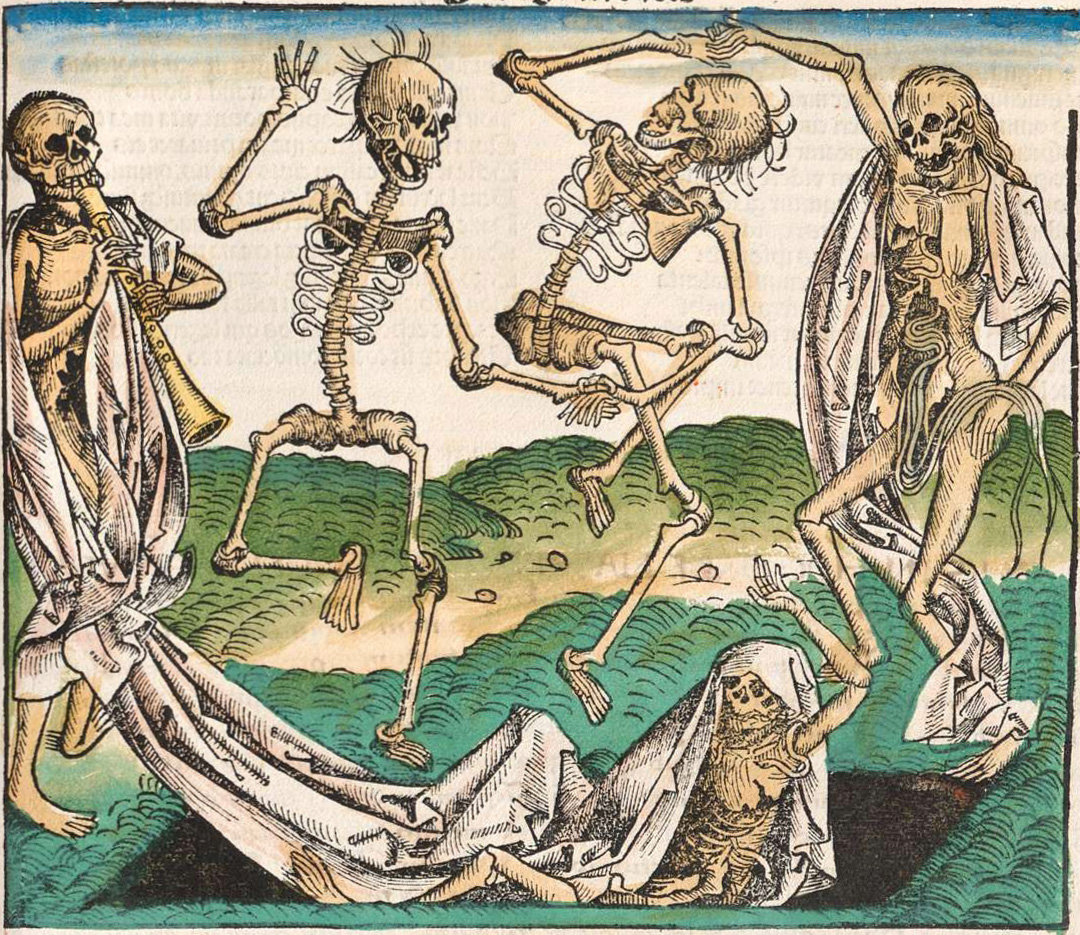
Михаэль Вольгемут. Пляска скелетов

На основе композиционного переплетения двух женских образов посредством контрапунктной стретты концовки иногда обращается внимание на то, что Маргарита — это тоже жертва, соблазнённая сладкой ложью Фауста, потерявшая рассудок и окончившая свой век в темнице. Также Маргарита из заключительных строк — это возлюбленная, которая получает признания в любви: «Господин […] пишет когда стемнеет в Германию о золотые косы твои Маргарита». Любящий — это одновременно ужасный разрушитель, олицетворение смерти, который принуждает евреев играть увеселительные песни и танцевать. Вместе с тем стихотворение стоит в традиции стихотворений «Пляски смерти», в которых к смерти обращаются как к господину, но также и в традиции музыкальных произведений с мотивом «Смерти и девы». Фелстинер напоминает об одноимённых композициях Франца Шуберта (лид op. 7 № 3, D 531, и струнный квартет № 14 ре-минор, D 810), которые Шуберт сочинил после стихотворения «Смерть и дева» Маттиаса Клаудиуса. Однако он находит связь смерти и музыки в «Тристане и Изольде» Рихарда Вагнера и «Песнях об умерших детях» Густава Малера. Эта эстетизация скрытыми цитатами из литературной и музыкальной истории особенно резко подчеркивает ужас исторических событий.
Дитер Лампинг, который подчеркивает в своём исследовании «Фуги смерти», в частности, еврейскую традицию письменной речи, считает танцевальный мотив стихотворения ранее сформированным в «Песни песней». Наряду с мотивами имени, волос и танца мотивы молока, золота и питья можно найти в Библии. Таким образом «Песнь песней» — это не только источник «Фуги смерти»; это также её оригинал, современное стихотворение является контрафактом библейского текста. При этом библейские мотивы принимаются «в целость мотива массовой смерти: молоко будет чернеть, волосы становиться пепельными, хоровод — это пляска смерти. Золото, являющееся в „Песни песней“ чертой Соломона и Суламифи, теперь принадлежит Маргарите. Изменения мотивов ведут за собой перемену жанра: песнь любви превращается в реквием». Целан подчеркивал в письме к Ингеборг Бахман (12 ноября 1959 года) это желание написать реквием для своей матери, убитой зимой 1942—1943 в немецком концлагере запоминающимися словами: «Ты знаешь — нет, знала раньше, — а потому должна теперь вспомнить, что „Фуга смерти“ для меня, помимо прочего, вот что: надгробная надпись и могила. […] У моей мамы тоже есть только эта могила».

### «В том доме живёт господин»
На протяжении стихотворения жертвы — «мы-голоса» — и преступник — «он-голос» — друг другу противопоставляются и связываются общей темой (насильственная смерть) — и его контрапунктом (убийство). Неизвестный преступник, живущий в доме, командует: «он свищет», «он говорит», «он требует». Он «играет со змеями», что значит со злом, здесь звучит мотив искушения в грехопадении. Он «свищет своим волкодавам», которыми могут быть обозначены как охотничьи псы, так и грубые и бесцеремонные люди. Он заставляет жертв играть музыку для танца, чем извращает красоту музыки до ужаса. Также максима «Смерть это немецкий учитель» тематизирует переворот превосходного ремесленного труда в извращённое совершенство машины убийства.
Целан подчеркивает в письме к Вальтеру Йенсу «архетипическую трансформацию» волос Маргариты в змей: «Волосы (и здесь, при образе Гретхен, думают также о косах) часто превращаются (в сказке как в мифе) в змей». Фиргес расширяет этот архетип на фигуру самого преступника. Для него садист проскальзывает в глазах жертв в современной аллегорической маске смерти: «Немец как учитель музыки, немец как учитель доведенного до совершенства убийства миллионов невиновных — высочайшая культура и постыднейшее варварство: обе коннотации попадают в аллегорическую фигуру „немецкого учителя“ и наделяют это языковое творение легко запоминающейся силой и суггестивной аурой».

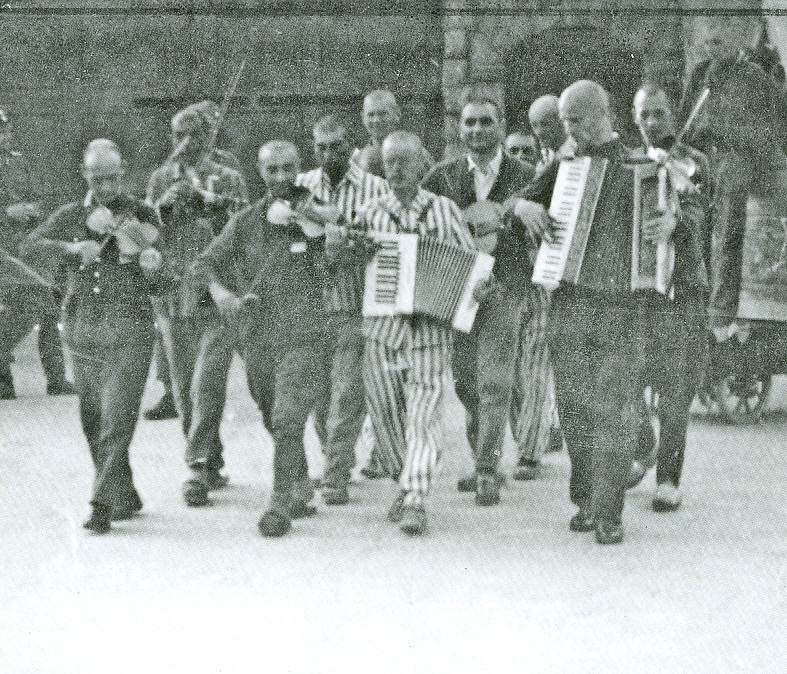
Оркестр, концентрационный лагерь Маутхаузен

Все же человек, чья деятельность разворачивается сценически содержательно, не просто демонический персонаж зла. Он пишет «когда стемнеет в Германию» письма своей возлюбленной Маргарите. Он смотрит на небо и любит музыку. Его сентиментальные порывы доходят до эстетизации процесса убийства. Целан изображает преступника как смесь романтизма и беспощадности, подчинённого духа и высокомерия, идеализма и нигилизма. В написанном в том же 1944 году стихотворении «Близость могил» Целан призывал также в воспоминании о своей матери «очаг / тихую, немецкую, мучительную рифму». В «Фуге смерти» «мучительная, немецкая рифма» стала смертельной. Также Петер фон Матт указывает в своей интерпретации на то, что Целан намекал на смерть своей матери, которая любила немецких поэтов и была застрелена немцем.
В тот миг, когда преступник встает перед домом и свищет своим волкодавам, «блещут созвездья». Бук и Фелстинер на основе этого пассажа разрабатывают широкую «шкалу ассоциаций». Она варьируется от строки Эйхендорфа «И ночь в звездах была ясна» («Лунная ночь») до строки «Горели звезды…» в романсе E lucevan le stelle из оперы Пуччини «Тоска», а также до популярной в Третьем рейхе солдатской песни «Твои звезды, Родина», которую офицеры Освенцима «позволяли играть лагерному оркестру». Для Фелстинера звучит блицкриг Гитлера. Так же правдоподобно будет подумать здесь о военных знаках различия. Фелстинер прибавляет, что в этот ряд необходимо добавить также звезду Давида.
Фигура «банального прототипа», связанная «с мастером истребления господствующей расой», отсылала к идее Ханны Арендт о банальности зла, на которую Целан метафорически указал как на аллегорию. Кроме того, интерпретаторы основываются на знании о роли музыки заключённых в лагерях смерти, так как реальность этой сцены подтверждена документальными свидетельствами о принуждении лагерных групп играть, среди прочего, во время истребления, и на подлинность образа «дирижера». В этом образе сентиментальное возбуждение соединяется с эстетической чувствительностью и садистским желанием, которое описывается в «ритуале танца смерти».

### «мы пьем и пьем»
Стихотворение говорит о хоре в первом лице множественного числа, о «мы». Речь идет о больных, жертвах немецкого истребления евреев. Это с их позиции изображается «он», преступник. Настойчивые повторения хора больных интенсифицируют развитие событий до тех пор, пока оно не разрешается в двух последних стихах с противопоставлением преступников и жертв, Маргариты и Суламифи. Целан писал в своих заметках: «Говорят умирающие, они говорят только как таковые — Смерть для них неизбежна — они говорят как уже умершие и мертвые. Они говорят со смертью, отталкиваясь от смерти. Они пьют от смерти…». Также в своей речи при вручении премии имени Георга Бюхнера Целан подчеркивал диалогический характер стихотворения словами: «Возникает разговор, зачастую он полон отчаяния».
При этом стихотворение сохраняет историю страданий умирающих через их смерть изнутри. Хор хочет быть понятым, согласно Тео Буку, как воспоминание мертвеца, направленный к читателю диалог, убедительное послание мертвецов оставшимся в живых и будущим поколениям. Наряду с другими путями сохранения в памяти истреблений евреев немцами, например, сообщениями свидетелей и документациями, Целан показал путь, художественный путь стихотворения. Подчеркивая такие еврейские влияния, как плач Иеремии и псалом 136, а также Песнь песней, Лампинг видит литургический элемент в основывающем тождество хоровом разговоре. Как стихотворение об уничтожении евреев «Фуга смерти» продолжает еврейскую традицию «воспоминания об исторической травме».

## Комментарии
1. ↑  Следует отметить, что в переводе Ольги Седаковой утрачена единственная рифма стихотворения (blau – genau; в переводе ей соответствуют слова «голубые» и «отлично»); в этом же двустишии слово «глаз» вместо оригинального единственного числа стоит во множественном.

### Интерпретации текста
- Alwin Binder. Die Meister aus Deutschland. Zu Paul Celans Todesfuge (нем.) // Von Celan bis Grünbein. Zur Situation der deutschen Lyrik im ausgehenden zwanzigsten Jahrhundert. — 1997. — S. 51-71. // Germanica. 21
- Theo Buck: Paul Celan: «Todesfuge». // Gedichte von Paul Celan. Reclam, Stuttgart 2002, ISBN 3-15-017518-6, S. 9-27.
- Theo Buck: Die «Todesfuge» oder Lyrik nach Auschwitz. // Muttersprache, Mördersprache. Celan-Studien 1. Rimbaud, Aachen 1993, ISBN 3-89086-917-3, S. 55-92.
- Theo Buck: Todesfuge. Kommentar Theo Buck; 5 Gouachen von K. O. Götz. Rimbaud, Aachen 1999 Reihe: Texte aus der Bukowina, Bd. 7, ISBN 3-89086-795-2.
- Wolfgang Emmerich: Paul Celans Weg vom «schönen Gedicht» zur «graueren Sprache». Die windschiefe Rezeption der «Todesfuge» und ihre Folgen. // Jüdische Autoren Ostmitteleuropas im 20. Jahrhundert. Frankfurt 2000, S. 359—383.
- Jean Firges: «Den Acheron durchquert ich…» Einführung in die Lyrik Paul Celans. Vier Motivkreise der Lyrik Paul Celans: die Reise, der Tod, der Traum, die Melancholie. Stauffenburg, Tübingen 1998, ISBN 3-86057-067-6, S. 85-96.
- Jean Firges: Paul Celan: Die beiden Türen der Welt. Gedichtinterpretationen. Exemplarische Reihe Literatur und Philosophie 3, Sonnenberg, Annweiler 2001, ISBN 3-933264-06-5, S. 24-33.
- Jean Firges: Wurde die «Todesfuge» Paul Celan zum Verhängnis? // Kraut und Pflaster. Zum 25. Geburtstag der Literaturzeitschrift Krautgarten. Edition Krautgarten, St. Vith 2007, ISBN 2-87316-026-8 S. 31-37.
- John Felstiner: Paul Celan. Eine Biographie. C. H.Beck, München 2000, ISBN 3-406-45919-6.
- Heinz Forster & Paul Riegel: Die Nachkriegszeit 1945—1968. Deutsche Literaturgeschichte. Bd. 11. Reihe: dtv 3351, München 1995, ISBN 3-423-03351-7, S. 405—422.
- Eric Horn: Lyrik nach Auschwitz. Paul Celans «Todesfuge». // Klassiker der deutschen Literatur. Epochen-Signaturen von der Aufklärung bis zur Gegenwart. Königshausen & Neumann, Würzburg 1999, ISBN 3-8260-1517-7, S. 251—271.
- Helmuth Kiesel & Cordula Stepp: Paul Celans Schreckensmusik. // Getauft auf Musik. Festschrift für Dieter Borchmeyer. Königshausen & Neumann, Würzburg 2006, ISBN 3-8260-3398-1, S. 115—131.
- Ruth Klüger: Paul Celan: Die Todesfuge. // Ruth Klüger: Gemalte Fensterscheiben. Über Lyrik. Wallstein, Göttingen 2007, ISBN 978-3-89244-490-9, S. 127—139.
- Lech Kolago: Paul Celan: Todesfuge. // Musikalische Formen und Strukturen in der deutschsprachigen Literatur des 20. Jahrhunderts. Müller-Speiser, Anif 1997, ISBN 3-85145-040-X, S. 201—208.
- Dieter Lamping: Von Kafka bis Celan. Jüdischer Diskurs in der deutschen Literatur des 20. Jahrhunderts. Vandenhoeck & Ruprecht, Göttingen 1998, ISBN 3-525-01221-7, S. 99-112.
- Dieter Lamping: Gedichte nach Auschwitz, über Auschwitz. // Poesie der Apokalypse. Königshausen & Neumann, Würzburg 1991, ISBN 3-88479-570-8, S. 237—255.
- Dieter Lamping: Sind Gedichte über Auschwitz barbarisch? Über die Humanität der Holocaust-Lyrik. // Dieter Lamping: Literatur und Theorie. Über poetologische Probleme der Moderne. Vandenhoeck & Ruprecht, Göttingen 1998, ISBN 3-525-01217-9, S. 100—118.
- Otto Lorenz: Gedichte nach Auschwitz oder Die Perspektive der Opfer. // Bestandsaufnahme Gegenwartsliteratur. edition text+kritik, München 1988, ISBN 3-88377-284-4,S.35-53.
- Wolfgang Menzel: Celans Gedicht «Todesfuge». Das Paradoxon einer Fuge über den Tod in Auschwitz. // Germanisch-Romanische Monatsschrift, Neue Folge 18, 1968, S. 431—447.
- Peter Horst Neumann: Schönheit des Grauens oder Greuel der Schönheit? // Geschichte im Gedicht. Texte und Interpretationen. Suhrkamp, Frankfurt 1979 (=edition suhrkamp 721), ISBN 3-518-10721-6, S. 229—237.
- Thomas Sparr: Zeit der Todesfuge. Rezeption der Lyrik von Nelly Sachs und Paul Celan. // Deutsche Nachkriegsliteratur und der Holocaust. Campus Verlag, Frankfurt/New York 1998, ISBN 3-593-36092-6, S. 43-52.
- Heinrich Stiehler: Die Zeit der Todesfuge. Zu den Anfängen Paul Celans. // Akzente, Heft 1 (1972), S. 11-40.

### «Фуга смерти» в современной музыке
- Robert Adlington: In the Shadows of Song. Birtwistle’s Nine Movements for String Quartet. // Aspects of British Music of the 1990s. Ashgate, Aldershot 2003, ISBN 978-0-7546-3041-8, P. 47-62.
- Axel Englund: «Streicht dunkler die Geigen.» Berio and Birtwistle in Dialogue with Celan. // Sonic Transformations of Literary Texts. From Program Music to Musical Ekphrasis. Pendragon, Hillsdale 2008, ISBN 978-1-57647-140-1, S. 119—141.
- Ute Jung-Kaiser: «wir schaufeln ein Grab in den Lüften»… Zur (Un)möglichkeit ästhetischer Erziehung im Angesicht der Schoa. // Polyästhetik im 21. Jahrhundert: Chancen und Grenzen ästhetischer Erziehung. Peter Lang, Frankfurt 2007, ISBN 978-3-631-56806-4, S. 149—173.
- Arnold Whittall: The Mechanisms of Lament. Harrison Birtwistle’s «Pulse Shadows». // Music & Letters, № 1 (1999), P. 86-102.

### «Фуга смерти» в изобразительном искусстве
- Theo Buck: Bildersprache. Celan-Motive bei Lázló Lakner und Anselm Kiefer. Celan Studien II. Mit je drei Abbildungen von Lázló Lakner und Anselm Kiefer. Rimbaud Verlag, Aachen 1993, ISBN 3-89086-883-5.
- Andreas Huyssen: Anselm Kiefer: Mythos, Faschismus und Geschichte. // Kunst und Literatur nach Auschwitz. Erich Schmidt Verlag, Berlin 1993, ISBN 3-503-03070-0, S. 137—150.
- Walther K. Lang: Der Tod und das Bild. Todesevokationen in der zeitgenössischen Kunst 1975—1990. Reimer Verlag, Berlin 1995, S. 211—228 (Anselm Kiefer und die Todesfuge von Paul Celan). ISBN 3-496-01144-0.
- Andréa Lauterwein: Anselm Kiefer / Paul Celan. Myth, Mourning and Memory. With 157 illustrations, 140 in colour. Thames & Hudson, London 2007. ISBN 978-0-500-23836-3.

## Переводы
- Е. В. Витковский. Фуга крови, танго смерти, далее — ХХI век.
- О. А. Седакова. Фуга смерти, перевод Ольги Седаковой.